# Ґневково (Великопольське воєводство)
Ґневково (пол. Gniewkowo) — село в Польщі, у гміні Кішково Гнезненського повіту Великопольського воєводства.
Населення — 50 осіб (2011).
У 1975-1998 роках село належало до Познанського воєводства.

## Демографія
Демографічна структура станом на 31 березня 2011 року:
|          | Загалом | Допрацездатний вік | Працездатний вік | Постпрацездатний вік |
| -------- | ------- | ------------------ | ---------------- | -------------------- |
| Чоловіки | 29      | 8                  | 20               | 1                    |
| Жінки    | 21      | 4                  | 14               | 3                    |
| Разом    | 50      | 12                 | 34               | 4                    |